# Elvis (album 1973)
Elvis – album studyjny Elvisa Presleya, wydany w lipcu 1973 przez RCA Records. Nazywany jest często Fool z powodu umieszczonej w nim piosenki o tym samym tytule. Zawarty na płycie materiał pozwolił na sprzedanie albumu w ponad miliardzie egzemplarzy na całym świecie, pomimo że został wydany krótko po o wiele bardziej dochodowym Aloha from Hawaii: Via Satellite.
W marcu 1994 roku, blisko 20 lat po wydaniu materiału na płycie winylowej, wytwórnia RCA opublikowała album na płycie CD.

## Lista utworów
| 1.  | „Fool” (James Last, Carl Sigman)                                 | 2:40  |
|     |                                                                  |       |
| 2.  | „Where Do I Go from Here?” (Paul Williams)                       | 2:38  |
|     |                                                                  |       |
| 3.  | „Love Me, Love the Life I Lead” (Roger Greenaway, Tony Macaulay) | 3:03  |
|     |                                                                  |       |
| 4.  | „It's Still Here” (Ivory Joe Hunter)                             | 2:04  |
|     |                                                                  |       |
| 5.  | „It's Impossible” (Armando Manzanero, Sid Wayne)                 | 2:51  |
|     |                                                                  |       |
| 6.  | „(That's What You Get) For Lovin' Me” (Gordon Lightfoot)         | 2:06  |
|     |                                                                  |       |
| 7.  | „Padre” (Jacques Larue, Paul Francis Webster, Alain Romans)      | 2:28  |
|     |                                                                  |       |
| 8.  | „I'll Take You Home Again, Kathleen”                             | 2:23  |
|     |                                                                  |       |
| 9.  | „I Will Be True” (Ivory Joe Hunter)                              | 2:30  |
|     |                                                                  |       |
| 10. | „Don’t Think Twice, It’s All Right” (Bob Dylan)[1]               | 2:42  |
|     |                                                                  |       |
|     |                                                                  | 25:25 |
|     |                                                                  |       |